# Скребнёв, Василий Степанович
Василий Степанович Скребнёв — советский хозяйственный, государственный и политический деятель.

## Биография
Родился в 1911 году. Член КПСС.
С 1927 года — на хозяйственной, общественной и политической работе. В 1927—1985 гг. — рабочий-плотник «Жилстройкооперации» в Андижане, прораб, начальник стройучастка, стройконторы, управляющий строительным трестом, начальник Главташкентстроя, заместитель министра строительства Узбекской ССР, заместитель председателя Ташкентского горисполкома, завотделом Ташкентского обкома партии, второй секретарь Ташкентского горкома партии, заместитель, первый заместитель министра легкой промышленности Узбекской ССР, заместитель президента Академии наук республики по капитальному строительству, первый заместитель председателя, председатель Государственного комитета Узбекской ССР по делам строительства.
Избирался депутатом Верховного Совета Узбекской ССР 6-го, 7-го, 8-го, 9-го и 10-го созывов.
Умер после 1985 года.